# Mindustry
Mindustry — стратегия в реальном времени и tower defense. Игра разработана независимым разработчиком Anuke (Anuken, его реальное имя — Антон Крамской) под лицензией GPLv3, доступна на Windows, MacOS, Linux, Android и iOS, также игру можно приобрести в Steam или скачать бесплатно со страницы GitHub или itch.io. Игра может модифицироваться и распространяться свободно. В Mindustry нет встроенных игровых покупок; разработка поддерживается пожертвованиями.

## Геймплей
Mindustry — это 2D-игра с видом сверху, в которой игроки играют роль небольшого строительного корабля, обслуживающего центральный склад («ядро»). Основными элементами геймплея являются добыча ресурсов и энергии, транспортировка и организация, производство передовых материалов и перерабатывающих мощностей, строительство и обслуживание оборонительных и наступательных сооружений, сборка боевых единиц и исследование технологий. Все эти приспособления выступают во множестве вариаций построек с одной функцией, но разными параметрами и стоимостью стройки и т. п.
Главная цель игры — не допустить разрушения ядра. На картах «выживания» враги появляются в одной или нескольких точках и нападают волнами во все возрастающих силах и числе. Их цель — прорваться к ядру, хотя иногда они стремятся предварительно повредить жизненно важные системы на базе игрока. Чтобы защищаться, доступны разнообразные орудия и укрепления, но для «исследования» почти всех из них требуется сбор ресурсов и захват секторов кампании. В некоторых секторах игрок должен не только выжить и развиться, но и уничтожить вражеские базы.
Кроме того, игра предоставляет большой простор для комбинаторического творчества: чтобы эффективно управлять ресурсами, игрок практически вынужден изобретать оптимизированные фабрики и оборонные комплексы из множества составляющих. Чтобы использовать «чертёж» подобного изобретения повторно, предусмотрена функция сохранения схем. Логические процессоры позволяют контролировать происходящее на базе, в частности поведение боевых и строительных единиц, с помощью введённых в них команд на специальном языке mLog, подобном ассемблеру.

### Режимы игры
- Кампания-Главный режим всей игры.Состоит из 2 параллельных линий, каждая — на своей планете. Всего присутствует две планеты — Серпуло и Эрекир, обе являются независимыми друг от друга кампаниями.Главными отличиями данных компаний являются те,что они полностью различаются друг от друга не только новыми строениями и юнитами,но и абсолютно новыми ресурсами и линией прокачки
- Пользовательская игра включает в себя редактор карт и возможность играть в карты от других игроков.Так же есть возможность песочницы,которая помогает при строительстве схем или тестирование новых юнитов.
- Мультиплеер включает в себя игру по сети с другими игроками.Играть можно благодаря точке доступа или Wi-Fi.Доступно создание серверов со своими правилами и картами.

## Сюжет
Напрямую не рассказывается, но фанаты по вкраплениям сюжета в игре, составили теорию: раньше, в системе Sol-3 была обитаемая Серпуло и пустой, безжизненный Эрекир. На Серпуло жила одна большая цивилизация зеленых, но она раскололась на 4 новые: синие, малис (фиолетовые), агрессоры (красные) и расколотые (желтые, за которых мы играем). Все они первое время жили мирно, но в один момент началась «старая война», которая заставила малисов отправиться на Эрекир, расколотых покинуть систему, агрессоры остались жить на Серпуло, а синих отправится на небеса.(Мы их видим как разрушенных или серых). Через много лет, когда все закрепились, круксам надоело добывать ископаемое топливо, и они открыли споры. Из-за их открытия, которое оказалось слишком инвазивным, вся органика (кроме спор) была уничтожена. Потом, прилетели расколотые на торговом судне, и их успешно сбили агрессоры. В игре мы это видим как Крушение 0078. После этого инцидента, расколотым надоело ждать и уже они высадились на планету, чтобы её захватить. На этом начинается игра.

## Выпуск
Mindustry была создана в апреле 2017 года для геймджема на itch.io «Metal Monstrosity», где заняла первое место среди 15 работ. Первый публичный релиз (v1) состоялся в 2017 году, а первый Steam-релиз (v3) — в 2019 году. В 2020 году в v6 появились элементы стратегии в реальном времени. В 2022 году в v7 была добавлена вторая планета, Эрекир, а также больше юнитов для Серпуло и индивидуально выбираемое управление RTS для юнитов.